# Arisaema souliei
Arisaema souliei är en kallaväxtart som beskrevs av Samuel Buchet. Arisaema souliei ingår i släktet Arisaema och familjen kallaväxter. Inga underarter finns listade.